# Савков Микола Никифорович
Микола Никифорович Савков (1905, село Кусково Московської губернії, тепер Московської області, Російська Федерація — 1997, Москва) — радянський військовий політпрацівник, генерал-лейтенант (1954). Депутат Верховної Ради УРСР 2—4-го скликань. Кандидат у члени ЦК КП(б)У в 1949—1952 і 1954—1960 роках.

## Біографія
З 1920 року — служба у Робітничо-селянській Червоній армії. У 1925 році закінчив військово-політичну школу. Служив політичним керівником роти.
Член ВКП(б) з 1926 року.
Перебував на партійно-політичній роботі у військах. Служив у Калінінському військовому окрузі.
Учасник німецько-радянської війни. У липні 1941—1942 р. — начальник Політичного управління 29-ї армії. У січні 1942 — лютому 1943 р. — член Військової Ради 29-ї армії. У лютому 1943 — 1945 р. — член Військової Ради 70-ї армії. Воював на Західному, Калінінському, Центральному, 1-му і 2-му Білоруських фронтах.
У 1945—1948 роках — начальник Політичного управління Київського військового округу.
У липні 1950 — травні 1956 року — член Військової Ради Таврійського військового округу.
У травні 1956 — вересні 1957 року — член Військової Ради Приволзького військового округу.
Потім — у відставці в місті Москві.

## Звання
- бригадний комісар (15.12.1941)
- полковник (20.12.1942)
- генерал-майор (25.03.1943)
- генерал-лейтенант (22.09.1954)

## Нагороди
- три ордени Леніна (10.04.1945, 29.05.1945,)
- два ордени Червоного Прапора (27.08.1943, .11.1944)
- орден Богдана Хмельницького 1-го ст. (23.08.1944)
- орден Суворова 2-го ст. (1945)
- орден Вітчизняної війни 1-го ст. (6.04.1985)
- медалі